# Анхель Рамберт
Анхель Рамберт / Анжель Рамбер (ісп. Ángel Rambert, 12 червня 1936, Буенос-Айрес — 25 жовтня 1983) — аргентинський і французький футболіст, що грав на позиції півзахисника, зокрема за «Ліон» та національну збірну Франції.

## Клубна кар'єра
У дорослому футболі дебютував 1957 року виступами на батьківщині за «Ланус», в якій провів два сезони. 
Своєю грою за цю команду привернув увагу представників тренерського штабу французького «Ліона», до складу якого приєднався 1960 року. Відіграв за команду з Ліона наступні десять сезонів своєї ігрової кар'єри. Більшість часу, проведеного у складі «Ліона», був основним гравцем команди. Двічі, у 1964 та 1967 роках, ставав володарем Кубка Франції.
Завершував ігрову кар'єру в «Авіньйоні», за який виступав протягом 1970—1971 років.

## Виступи за збірну
Перебравшись до Франції, невдовзі отримав громадянство країни і 1962 року дебютував в офіційних матчах у складі національної збірної Франції.
Загалом протягом трирічної кар'єри в національній команді провів у її формі 5 матчів, забивши один гол.
Помер 25 жовтня 1983 року на 48-му році життя.

## Титули і досягнення
- Володар Кубка Франції (2):

«Ліон»: 1963-1964, 1966-1967